# Simulium strigidorsum
Simulium strigidorsum es una especie de insecto del género Simulium, familia Simuliidae, orden Diptera.
Fue descrita científicamente por Enderlein, 1934.